# Rough Boy
Rough Boy är en rockballad skriven och framförd av ZZ Top. Låten utgavs som singel i mars 1986 och var den tredje singeln från studioalbumet Afterburner. Låten är inte karaktäristisk för ZZ Top då den är en ballad utan gruppens kännetecknande boogierock, men den blev en hit. Låttexten rör en man som känner att han saknar finess och charm, men ändå känner sig självsäker och kan klara av en utmaning om han får chansen.

## Listplaceringar
| Lista (1986)   | Position               |
| -------------- | ---------------------- |
| Irland         | 23                     |
| Kanada         | 58 (RPM)               |
| Storbritannien | 23 (UK Singles Chart)  |
| Sverige        | 6 (Tracks)             |
| USA            | 22 (Billboard Hot 100) |